# Kreisgericht Anclam
Das Kreisgericht Anclam war ein preußisches Kreisgericht in der damaligen preußischen Provinz Pommern mit Sitz in Anklam.

## Geschichte
1849 wurden in Preußen einheitlich Kreisgerichte geschaffen. Hierbei wurde die Patrimonialgerichtsbarkeit abgeschafft und die Patrimonialgerichte aufgehoben. Es entstand das Königliche Kreisgericht Anclam. Es umfasste den Kreis Anclam ohne die Vorstadt Anclamer Peendamm, den Kreis Ueckermünde und den größten Teil des Kreises Usedom-Wollin. Zuständiges Appellationsgericht war das Appellationsgericht Stettin.
Gerichtsdeputationen, also Zweigstellen des Gerichtes mit drei Richtern, wurden in Pasewalk, Swinemünde und Ueckermünde eingerichtet. Gerichtskommissionen, also Zweigstellen des Gerichtes mit weniger als drei Richtern, wurden in Neuwarp und Usedom eingerichtet. 
Am Gericht waren 1870 ein Direktor und 15 Kreisrichter eingesetzt. Die Zahl der Gerichtseingesessenen betrug 102.081. Gerichtstage wurden in Ziegenort und Zinnowitz abgehalten. Das Gericht war auch Schwurgericht für den Bezirk des Kreisgerichtes Anclam und Demmin.
Im Rahmen der Reichsjustizgesetze wurde das Gerichtswesen in Deutschland 1879 vereinheitlicht. Damit wurde das Kreisgericht Anclam aufgehoben und das königlich preußische Amtsgericht Anklam mit Wirkung zum 1. Oktober 1879 als eines von 14 Amtsgerichten im Bezirk des Landgerichtes Greifswald als Nachfolger gebildet. Auch die meisten Gerichtsdeputationen/kommissionen wurden 1879 in Amtsgerichte umgewandelt (Amtsgericht Pasewalk, Amtsgericht Swinemünde, Amtsgericht Ueckermünde und Amtsgericht Neuwarp).